# 約翰·羅斯·博維
約翰·羅斯·博維（John Ross Bowie，1971年5月30日—）是美國的一位演員。他最著名的作品是在CBS情景喜劇生活大爆炸中飾演Barry Kripke角色。此外他也出演過歡樂合唱團等電視劇。